# Râul Căreac
Râul Căreac este un curs de apă, afluent al râului Sartiș. 

## Hărți
- Harta interactivă județul Arad
- Harta munții Apuseni